# Manos al Aire
Manos al Aire – piosenka latin pop stworzona przez Nelly Furtado, Jamesa Bryana i Alexa Cubę na czwarty album studyjny Furtado, Mi Plan (2009). Wyprodukowany przez Furtado i Bryana, utwór wydany został jako pierwszy singel promujący krążek dnia 29 czerwca 2009.

## Informacje o singlu
Singel ukazał się dnia 29 czerwca 2009 we Włoszech w systemie airplay, zaś premiera utworu w formatach CD singel oraz digital download nastąpiła dnia 10 lipca 2009. Po raz pierwszy „Manos al Aire” pojawił się na stronie internetowej Universal Music Latino dnia 23 czerwca 2009.
Utwór porusza problem niezgody w związku. Wokalistka śpiewa, iż mężczyzna pragnie sprawować kontrolę przez co jej nie słucha. Pożytek, który Furtado chce mieć z kochanka jest rzeczywistością miłości. Artystka niezadowolona z takiej perspektywy związku, czeka na ten czas, który mimo iż minął był po jej myśli, taki jaki chciała. Nelly śpiewa, że podniesienie jednej dłoni do góry zamiast dwóch jest według niej poddaniem się partnera i w związku z tym zerwanie z nim relacji.

## Teledysk
Teledysk do singla nagrywany był w Toronto, w Kanadzie i reżyserowany przez Little X. Klip miał premierę dnia 29 lipca 2009 w programie Alexa Chung Show stacji muzycznej MTV, „wyciekając” do sieci tego samego dnia kilka godzin przed zakładaną premierą telewizyjną.
Teledysk rozpoczyna się ujęciem prezentującym wokalistkę wraz ze swoim chłopakiem na terapii psychologicznej, która po chwili kończy się awanturą i kłótnią. Następnie Nelly wychodzi wsiadając do samochodu wojskowego, ubrana również na styl kadetki. W czasie jazdy wyrzuca z auta prywatne rzeczy ukochanego. Kolejne sceny klipu ukazują artystkę idącą ulicą oraz ściągającą ubrania, by nagle pojawić się w białym kostiumie. Finalne ujęcie teledysku prezentuje powrót Furtado do swojego chłopaka.

## Listy utworów i formaty singla
Międzynarodowy singel digital download
1. „Manos al Aire” – 3:28

Międzynarodowy CD singel
1. „Manos al Aire” – 3:28
2. „Manos al Aire” (Robbie Rivera Radio Mix)

Niemiecki CD-maxi singel
1. „Manos al Aire” – 3:28
2. „Manos al Aire” (Robbie Rivera Radio Mix)
3. „Manos al Aire” (Robbie Rivera Juicy Mix)
4. „Manos al Aire” (Robbie Rivera Instrumental)

## Pozycje na listach
| Lista przebojów (2009)        | Najwyższa pozycja |
| ----------------------------- | ----------------- |
| Austria Singles Chart         | 5                 |
| Hiszpania Singles Chart       | 22                |
| Niemcy Singles Chart          | 2                 |
| Szwajcaria Singles Chart      | 8                 |
| USA Billboard Latin Songs     | 1                 |
| USA Billboard Latin Pop Songs | 1                 |
| Włochy Top 20 Singles Chart   | 2                 |
| United World Chart            | 38                |

## Daty wydania
| Państwo | Data            | Format                      |
| ------- | --------------- | --------------------------- |
| Włochy  | 26 czerwca 2009 | airplay                     |
| Włochy  | 10 lipca 2009   | CD singel, digital download |
| Niemcy  | 31 lipca 2009   | CD singel, digital download |